# Дмитрівська церква (Залуччя)
Село з давньою назвою Лучниківці розташоване на лівому березі р. Смотрич.
Дерев'яна церква з мурованою дзвіницею. (охор. № 1707)
Дерев'яна будова на мурованому фундаменті, трьохзрубна, однобанна. Всі три зруби прямокутні за планом та орієнтовані з заходу на схід. В 1872 до західної частини був домурований ґанок. Центральний зруб найширший, переходить за допомогою клинів-парусів в підкупольний простір та восьмерик барабану під куполом. Зверху бані знаходиться ліхтарик з маківкою. В середині церкви зруби поєднані арками. Над входом в бабинець знаходяться хори. Церква має також опасання. Пам'ятка мистецтва відноситься до подільської школи дерев'яної архітектури України.

## Священики
- 1722—1752 — Василь Головчинський.
- 1752—1782 — Василь Бурштинський
- 1782—1790 — Василь Вербановський
- 1828—1843 — Олександер Кричковський
- 1843—1845 — Семен Щербицький
- 1845—1851 — Юліан Пашковський
- 1852—1862 — Юліан Неклпевич
- 1862—1865 — Демян Сливинський
- 1865—1868 — Іван Гринович
- 15.07.1907—23.08.1913 — Кирило Васильович Березовський

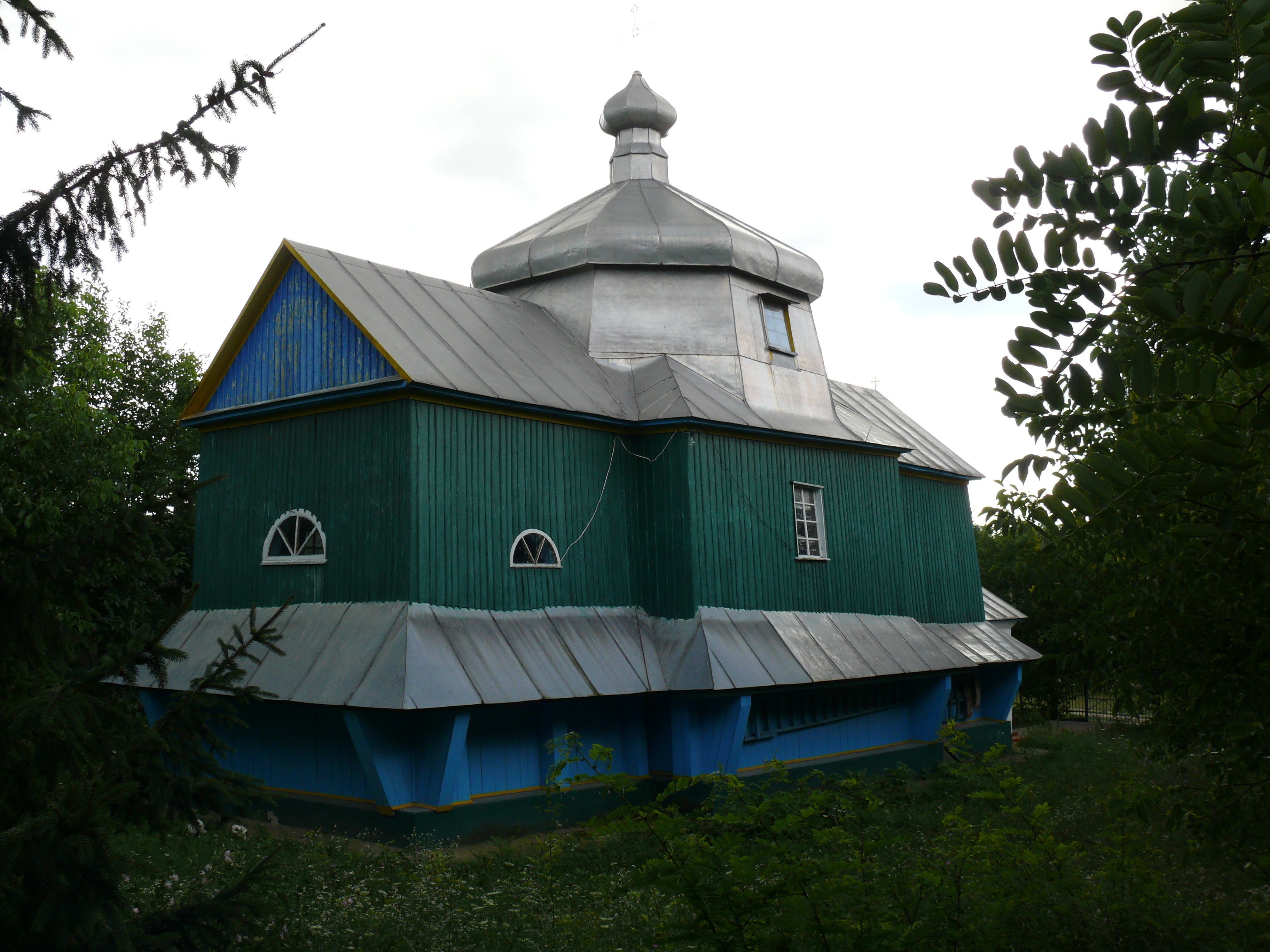
Церква у 2009 році